# Kristoffer Berglund
Kristoffer Berglund, född 8 februari 1988 i Sollefteå, Ångermanland, är en svensk skådespelare och teaterchef.

## Biografi
Berglund studerade på den förberedande skådespelarutbildningen på Stockholms Elementära Teaterskola under 2007-2008 och antogs därefter till skådespelarutbildningen på Teaterhögskolan i Malmö 2008.
Han bildade i januari 2009 Teater Hjuli tillsammans med fyra andra elever från Teaterhögskolan i Malmö och spelade Jonas Gardells Människor i solen under en cykelturné som gick mellan Jönköping och Långsele under juli månad 2009. 
Berglund var, tillsammans med Petronella Jakobsson och Thomas Forsberg, initivtagare till kulturföreningen Kulturbygden i Sollefteå, som under 2010 genomförde 26 välbesökta kulturevenemang i det gamla hamnmagasinet vid Ångermanälven under den 18 juni - 3 augusti 2010.    
Han tilldelades Ingrid Thulin-stipendiet 2008 och, som en av grundarna till Kulturbygden, även 2012. 
2016 började han arbeta på Scenkonst Västernorrland, först som filmkonsulent för barn och unga för Film Västernorrland, för att sedan gå vidare till en anställning som skådespelare och konstnärligt ansvarig för barn- och ungaverksamheten vid Teater Västernorrland. 2020 tillträdde han som teaterchef för Teater Västernorrland och blev då Sveriges yngsta teaterchef.

## Filmografi (urval)
- 2006 – Blandband 307#
- 2008 – Mitt liv som trailer
- 2009 – De halvt dolda (TV-serie)
- 2009 – Människor i solen (Teater Hjuli)
- 2010 – I rymden finns inga känslor
- 2010 – Aniara (i rollen som Tankens vän) (Stockholms Stadsteater)
- 2011 – Tre systrar (Teaterhögskolan i Malmö)
- 2012 – Bitchkram
- 2012 – Torka aldrig tårar utan handskar (TV-serie)
- 2012 – Flicka försvinner (TV-serie)
- 2012 – Slimmad, slajsad, softad, störd (Scenkonst Sörmland)
- 2012 – Fjällbackamorden
- 2013 – Colettes kokbok (Göteborgs stadsteater)
- 2013 – (Re)volt (TV-serie)
- 2013 – 2016 (TV-serie)
- 2014 – Cabaret (i rollen som Cliff Bradshaw) (Malmö Opera)
- 2015 – 100 Code (TV-serie)
- 2016–2017 – Fröken  Frimans krig  (TV-serie)
- 2017 – Rebecka Martinsson (TV-serie)

## Teater

### Roller
| År   | Roll                      | Produktion                                      | Regi            | Teater                 |
| ---- | ------------------------- | ----------------------------------------------- | --------------- | ---------------------- |
| 2010 | Tankens vän               | Aniara Harry Martinson                          | Lars Rudolfsson | Stockholms stadsteater |
| 2014 | Clifford "Cliff" Bradshaw | Cabaret John Kander, Fred Ebb och Joe Masteroff | Hugo Hansén     | Malmö stadsteater      |